# Maud de Lacy, baronesa Geneville
Maud de Lacy, baronesa Geneville (1230-11 de abril de 1304) fue una noble hiberno-normanda que heredó la mitad de las propiedades de su abuelo Walter de Lacy, Señor de Meath, a su muerte en 1241. Los señoríos de Trim y Ludlow pasaron a su segundo marido sir Geoffrey de Geneville, I barón Geneville por derecho de matrimonio, aunque ambos administraron las propiedades en pie de igualdad. A veces se la llama Matilda de Lacy.

## Familia
Maud nació en Dublín, Irlanda en 1230, siendo la hija más joven de Gilbert de Lacy, originario de Ewyas Lacy, y de Isabel Bigod. Sus abuelos paternos fueron Walter de Lacy y Margaret de Braose, hija de Maud de Braose. Sus abuelos maternos fueron Hugh Bigod, III conde de Norfolk y Maud Marshal, hija de Guillermo el Mariscal. Tuvo un hermano mayor, Walter y una hermana, Margery. El 25 de diciembre de 1230, el año de su nacimiento, el padre de Maud falleció, dejando a su madre viuda con dieciocho años. Menos de cuatro años después, el 12 de abril de 1234, su madre se casaba con John Fitzgeoffrey, señor de Shere en Surrey, Inglaterra, y Justiciar de Irlanda. Maud tuvo seis hermanastros más jóvenes de este segundo matrimonio.
A comienzos de 1241, falleció su hermano Walter. Cuando su abuelo Walter de Lacy murió poco después el 24 de febrero, Maud y su hermana Margery heredaron sus extensas propiedades en Irlanda, Herefordshire, y las Marcas galesas. Ambas recibieron una parte de la región Ewyas Lacy, en Herefordshire, y una participación del señorío, con los impuestos e ingresos sujetos a él. Su parte fue delegada a la familia Mortimer y en 1460 pasó al rey Eduardo IV.

## Matrimonio y descendencia
En una fecha desconocida, Maud se casó con su primer marido Pierre de Genève, hijo de Humbert, conde de Genève y pariente de Leonor de Provenza. Su marido fue uno de los "Saboyardos" que habían llegado a Inglaterra en el séquito de la reina Leonor cuando esta se casó con Enrique III. El matrimonio produjo un hijo y una hija cuyos nombres no fueron documentados. Pierre murió en 1249. 
Antes del 8 de agosto de 1252, Maud se casó con su segundo marido, otro "Saboyardo", sir  Geoffrey de Geneville, I barón Geneville (c.1226-1314). Los matrimonios de Maud y de su hermana Margery fueron concertados personalmente por el rey para asegurar que las propiedades heredadas de su abuelo se mantuviera en manos de personas fieles a la Corona.

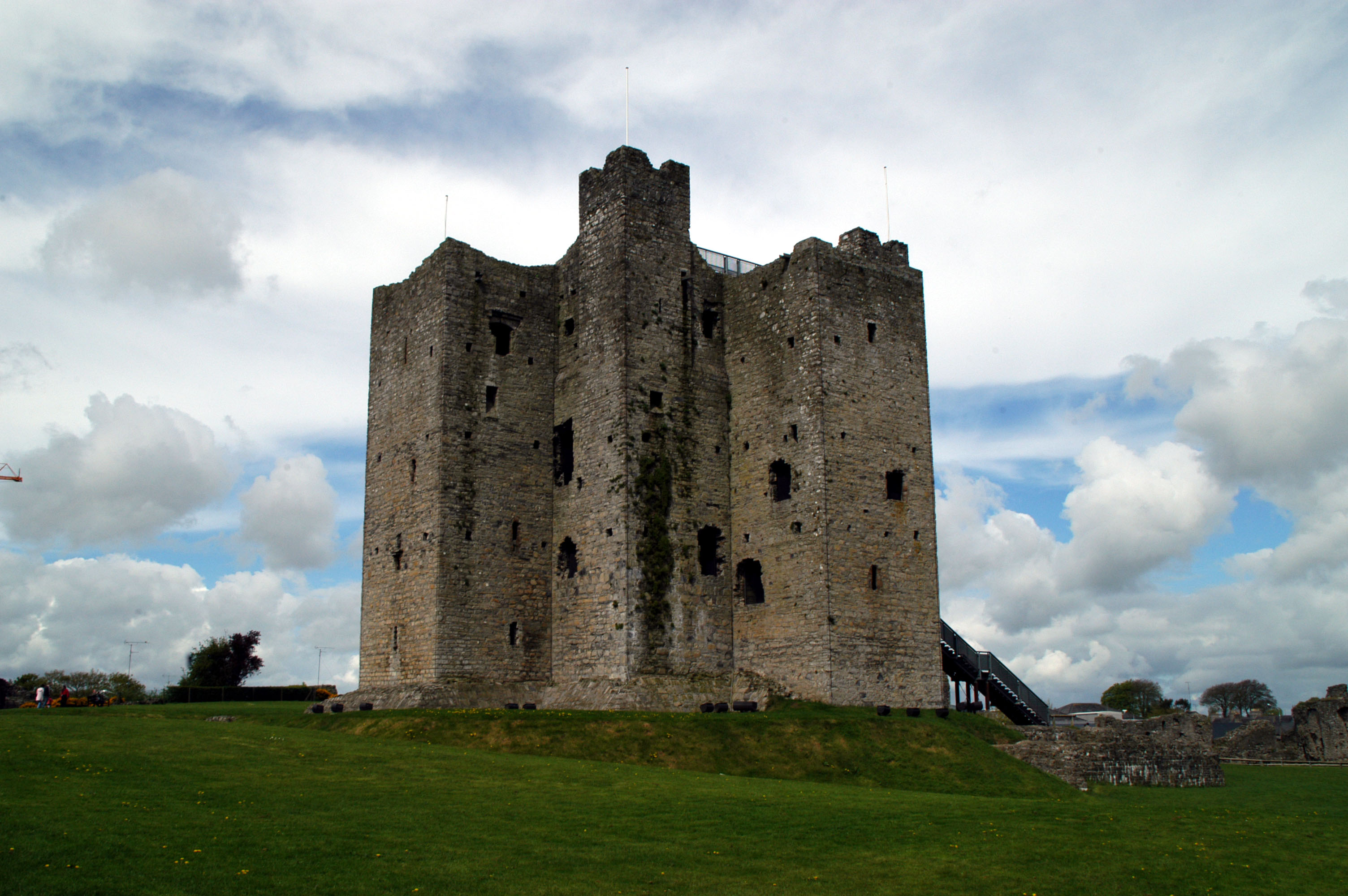
Castillo de Trim, Irlanda, uno de los señoríos de Maud de Lacy.

El rey concedió a Geoffrey y Maud, y a sus herederos, los derechos sobre Meath disfrutados por su abuelo Walter de Lacy, mediante una autorización del 8 de agosto de 1252. El 18 de septiembre de 1254, el rey les concedió todas las libertades y aduanas gratis en Meath, que había gozado su abuelo; pudiendo así emitir sus propios edictos en Meath según la ley y costumbres de Irlanda. El 21 de septiembre de 1252, obtuvieron librea del castillo de Trim y tierras como herencia de Maud. Hicieron del castillo de Trim su residencia principal y gobernaron conjuntamente sus propiedades en pie de igualdad. Posteriores realizaron donaciones a la abadía de Dore.
En 1254, Maud acompañó a la Reina Leonor a Gascuña.
El marido de Maud fue un leal seguidor y favorito del príncipe Eduardo, que en 1272 pasó a reinar como Eduardo I de Inglaterra. Geoffrey luchó junto al príncipe contra Simón de Monfort en la batalla de Evesham, quien se refugió en el castillo de Ludlow tras su huida en mayo de 1265, evitando ser capturado por Montfort. Geoffrey fue nombrado Justiciar de Irlanda por su amigo, patrón y nuevo rey en septiembre de 1273, puesto que desempeñó hasta junio de 1276; sin embargo, no tuvo éxito contra los irlandeses de Leinster. Fue convocado al Parlamento como I barón Geneville, mediante un mandato, el 6 de febrero de 1299.
Geoffrey y Maud tuvieron al menos tres hijos:
- Geoffrey de Geneville (f. 1283).
- Sir Piers de Geneville, de Trim y Ludlow (1256-poco antes de junio de 1292), casado con Joan de Lusignan en 1238.
- Joan de Geneville, casada con Gerald FitzMaurice Fitzgerald (f. 1287).
- Posiblemente tuvieron dos hijos más: Gautier y Jean.

## Últimos años
En 1283, Maud entregó todas sus tierras en Inglaterra y Gales a Piers a su segundo hijo con Geoffrey. Estas incluían el castillo de Ludlow en Shropshire, y Walterstone Manor así como todas los pagos a caballero —tierras para mantener a caballeros— que poseía en Inglaterra. Ese mismo año murió su hijo Geoffrey.
Maud murió en Trim el 11 de abril de 1304 a los 74 años. Su marido Geoffrey murió diez años más tarde. Su hijo Piers había muerto en 1292, dejando a Joan como heredera aparente de las propiedades y señoríos; sucedió como  baronesa Geneville suo jure el 21 de octubre de 1314. Después se volvió la esposa de Roger Mortimer, I Conde de March.

## Personalidad
Maud fue descrita como de mentalidad independiente, y normalmente acompañaba a su marido en sus numerosos viajes al extranjero, incluyendo una misión para visitar al papa Nicolás IV en Roma en 1290, cuando ella contaba con sesenta años de edad. Maud era muy celosa de sus propiedades; siempre estaba dispuesta a entrar en litigio ante cualquier amenaza a sus tierras o privilegios, independientemente de que provinieran de sus familiares, la Iglesia o la administración de Dublín.